# Stefan Pakuła

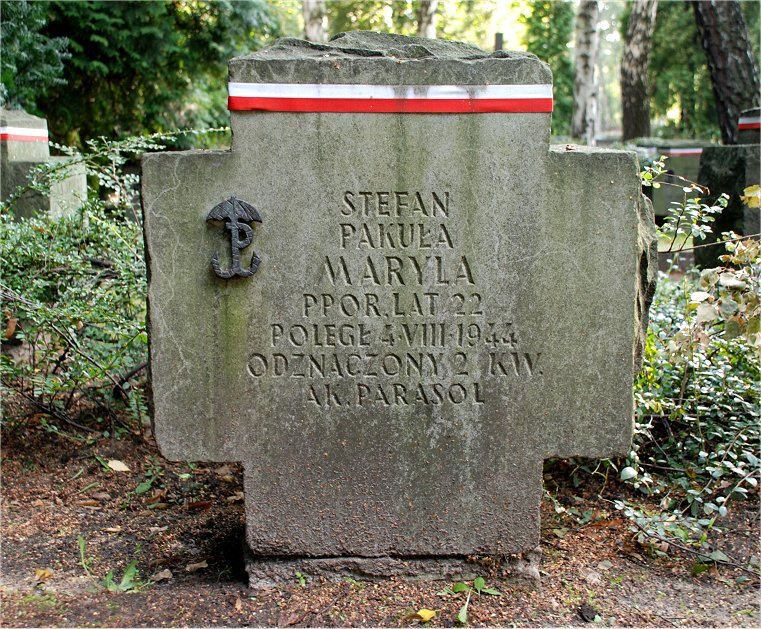
Grób Stefana Pakuły na Powązkach

Stefan Pakuła, ps. „Maryla” (ur. 1 sierpnia 1922 w Warszawie, zm. 4 sierpnia 1944 tamże) – podporucznik, uczestnik powstania warszawskiego jako zastępca dowódcy III plutonu 3. kompanii batalionu „Parasol” Armii Krajowej. Syn Wacława.

## Życiorys
Podczas okupacji działał w polskim podziemiu zbrojnym. Uczestnik specjalnej operacji bojowej „Hergel”.
Poległ 4. dnia powstania warszawskiego w obronie barykady przy ul. Brackiej – Al. Jerozolimskie. Miał 22 lata. Pochowany w kwaterach żołnierzy i sanitariuszek batalionu „Parasol” na Wojskowych Powązkach w Warszawie (kwatera A24-7-2).
Odznaczony dwukrotnie Krzyżem Walecznych.